# 施內阿爾佩山
47°42′12″N 15°35′35″E / 47.70333°N 15.59306°E

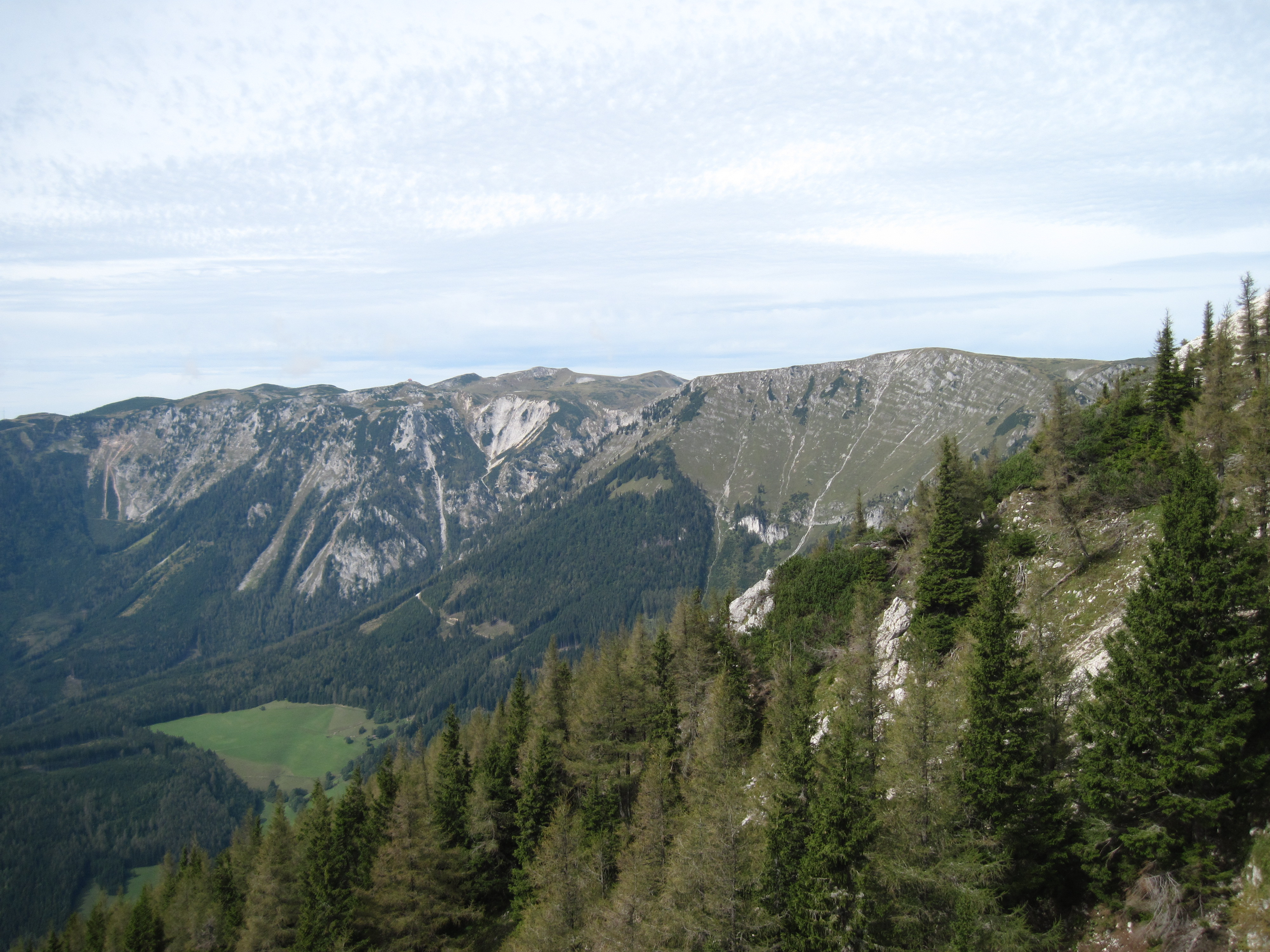

施內阿爾佩山（德語：Schneealpe），是奧地利的山峰，位於該國東南部，由施泰爾馬克州負責管轄，距離拉克斯山脈7公里，海拔高度1,903米，每年平均降雨量1,409毫米。